# 彼得·福斯特 (遗传学家)
彼得·福斯特（Peter Forster，1967年—）英國皇家生物學會院士、遺傳學家。研究領域為研究人類起源、史前語言的重建和傳播（spread of prehistoric languages），以及法醫遺傳學 (forensic genetics)。

## 簡歷
- 1997 生物學博士，漢堡的海因里希佩特病毒學和免疫學研究院。
- 明斯特大學法醫研究所進行博士後研究。
- 1999，劍橋大學麥當勞研究所的考古學研究員，成為劍橋大學默里愛德華茲學院院士。德國科學院利奥波第那科學院的終身院士。
- 2016，英國皇家生物學會推選彼得福斯特為院士。

## 學術貢獻
福氏在人類起源有其貢獻。福斯特比較現代與古代脫氧核糖核酸，發現史前人類只有單一次成功遷移出非洲，他追溯出這個移民約在六萬年前。這個移民群體的規模，據他估計，不到二百人。移民的後代平均每年跋涉二百至一千公尺，剛超過四萬年前到達歐洲和澳洲，兩萬年前抵達美洲。由於創始人數量少，隨後在不同的大陸上孤立，種群之間的差異積累，產生今天被認為是人類種族的特點。
福斯特比較不同地域的脫氧核糖核酸模式，發現古語言傳播主要靠男性，他們通常在文化或軍事佔主導地位，他們的語言顯然受到當地女性青睞，並傳遞給他們的孩子。因此，今天的語言和現代男性Y染色體類型存在統計關聯，但在雌性粒腺體脫氧核糖核酸與語言之間沒有這樣的關係。
彼得福斯特也直接應用他的語言統計演化方法，計算出凱爾特語在公元前三千年左右的青銅時代散播，以及耳曼語言在公元前六百年左右的鐵器時代傳播擴展到英國。

為了獲得這些結果，福斯特彙編、校對和校正脫氧核糖核酸和語言數據庫，並且和他的同事合作，對線粒體脫氧核糖核酸、Y染色體脫氧核糖核酸和語言數據，以及粒線體脫氧核糖核酸和Y染色體「時鐘」做系統發生網絡分析。他將他研究結果，應用在脫氧核糖核酸祖先測試、祖先地域測試、家譜案例的關係測試、家庭研究和鑑識上。

### 书籍
- Forster P: "Necessary Brain?". Nature 375:444, 1995.
- The Y Chromosome Consortium: "A nomenclature system for the tree of human Y-chromosomal binary haplogroups." Genome Res 12:339-348, 2002.
- Forster L, Forster P, Lutz-Bonengel S, Willkomm H, Brinkmann B: "Natural radioactivity and human mitochondrial DNA mutations." Proc Natl Acad Sci USA, 2002.
- Forster P: "Ice Ages and the mitochondrial DNA chronology of human dispersals: a review." Phil Trans R Soc Lond B 359:255-264, 2004.
- Forster P, Renfrew C: "Phylogenetic Methods and the Prehistory of Languages." McDonald Institute Press, University of Cambridge, 2006. ISBN 978-1-902937-33-5
- Matsumura S, Forster P: "Generation time and effective population size in Polar Eskimos." Proc R Soc B 275:1501-1508, 2008.
- Forster P, Renfrew C: "Mother Tongue and Y Chromosomes." Science 333:1390-1391, 2011.
- Forster P, Hohoff C, Dunkelmann B, Schürenkamp M, Pfeiffer H, Neuhuber F, Brinkmann B: "Elevated germline mutation rate in teenage fathers." Proc R Soc B 282:20142898, 2015.